# スパロウ・カルテット

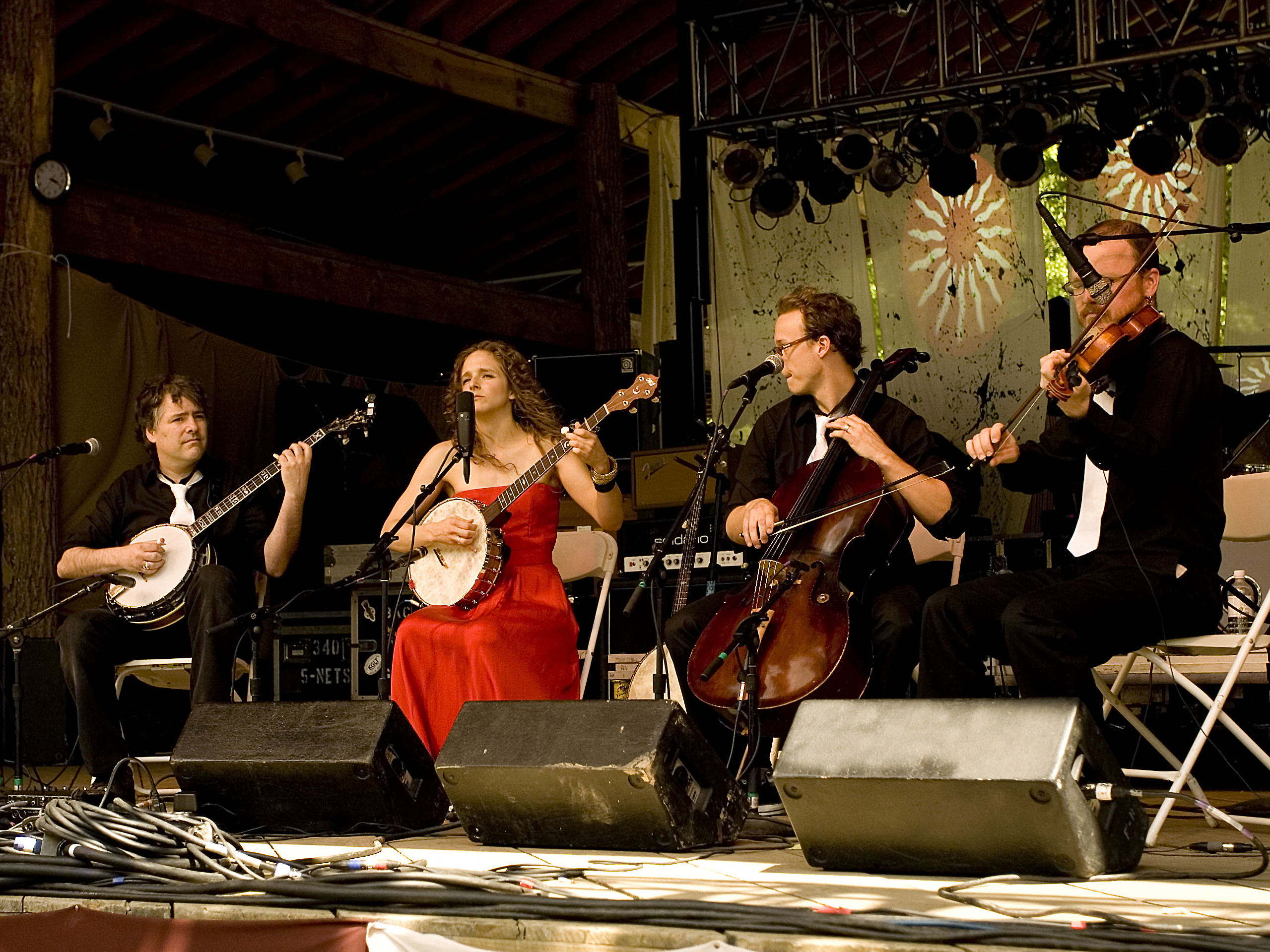
スパロウ・カルテット（アッシュビルでの演奏。2008年。）

スパロウ・カルテット（Sparrow Quartet）は、アメリカ合衆国のアコースティックバンド。
2005年結成。メンバーはアビゲイル・ウォッシュバーン(バンジョー、ボーカル)、ベラ・フレック（バンジョー）、ケイシー・ドリーセン（バイオリン）、ベン・ソリー(チェロ)である。このバンドはオールドタイム・ミュージックと中国の歌詞とメロディとをミックスする独自のスタイルで知られる。これはウォッシュバーンの長年の中国文化への興味関心によるものである。
2008年5月20日、デビューアルバム"Abigail Washburn & The Sparrow Quartet"をネットワーク・レコードよりリリース。 アルバムのリリースに続いて、スパロウ・カルテットは北アメリカで100日以上のツアーを行った。 (ベラ・フレックがアール・スクラッグスのオープニングアクトを務めるためにとった、シアトルでの一次的な休止期間も含める)

## ディスコグラフィー
- Abigail Washburn & The Sparrow Quartet (2008)